# Redkey
Redkey – miasto w Stanach Zjednoczonych, w stanie Indiana, w hrabstwie Jay.